# Telo di Osteno
Il Telo di Osteno è un torrente appartenente al bacino idrografico del Tresa (e quindi del Ticino) che nasce dal monte di Orimento, in località Cristé, per sfociare dopo pochi chilometri nel lago di Lugano presso Osteno.

## Percorso
Il Telo di Osteno è formato da due brevi corsi d'acqua che si uniscono in località Crociera, poco più a valle di Laino. Il primo nasce in località Borsallo a San Fedele Intelvi, ma scorre prevalentemente nel territorio di Laino; l'altro, denominato Mora, nasce in località Cava a Lanzo d'Intelvi.
Il suo percorso è denotato da caratteri torrentizi lungo tutto il suo corso, raccogliendo quasi al suo termine, nei pressi di Claino, le acque del Lirone, che forma sotto Ponna un notevole canyon caratterizzato da gole e pozze molto profonde, rendendo il rio una ambita meta di canyoning. Il torrente si forma in Val Fornace, sotto il Monte di Orimento, ed entra a Lanzo dal Pian delle Noci, proseguendo poi fino ad Osteno, dove raggiunge le acque del Ceresio, formando la conoide alluvionale sulla quale si erge il borgo prima citato. Lungo il suo corso bagna i comuni di Centro Valle Intelvi, Alta Valle Intelvi, Laino e Claino con Osteno.
Il Telo di Osteno non va confuso con l'omonimo Telo, un torrente situato nelle sue vicinanze anch'esso in Val d'Intelvi che sfocia nel Lago di Como ed appartiene al bacino idrografico dell'Adda.